# Orquesta Sinfónica Brasileña
La Orquesta Sinfónica Brasileña (en portugués: Orquestra Sinfônica Brasileira) es una agrupación orquestal brasileña con sede en la ciudad de Río de Janeiro, que fue fundada el 11 de julio de 1940 por el maestro José Siqueira y tuvo como primer director artístico al húngaro Eugen Szenkar.
Al frente de su consejo directivo se han destacado tres economistas brasileños: Eugênio Gudin (1966-1968), Octavio Gouvêa de Bulhões (1968-1986) y Mário Henrique Simonsen (1987-1996). Desde 1997 lo preside Roberto Paulo Cezar de Andrade.
Desde 2013 su sede se encuentra en la Ciudad de las Artes, al oeste de Río de Janeiro.

## Directores
- Eugen Szenkar (1940-1948)
- Lamberto Baldi (1949-1951)
- Eleazar de Carvalho (1952-1957, 1960-1962 y 1966-1969)
- Alceo Bocchino (1963-1965)
- Isaac Karabtchevsky (1969-1994)
- Roberto Tibiriçá (1995-1997)
- Yeruham Scharovsky (1998-2004)
- Roberto Minczuk (2005-hoy)